# زبان اشاره الجزایری
زبان اشاره الجزایری زبان اشاره‌ای است که توسط ناشنوایان و کم شنوایان در الجزایر استفاده می‌شود.